# Flakbatterie Schaar
Die schwere Flakbatterie Schaar war im Zweiten Weltkrieg eine verbunkerte Stellung der Marine-Flak in Wilhelmshaven.

## Lage
Die Batterie befand sich auf halber Strecke zwischen dem Fort Schaar und der Burg Kniphausen.

## Organisatorische Eingliederung

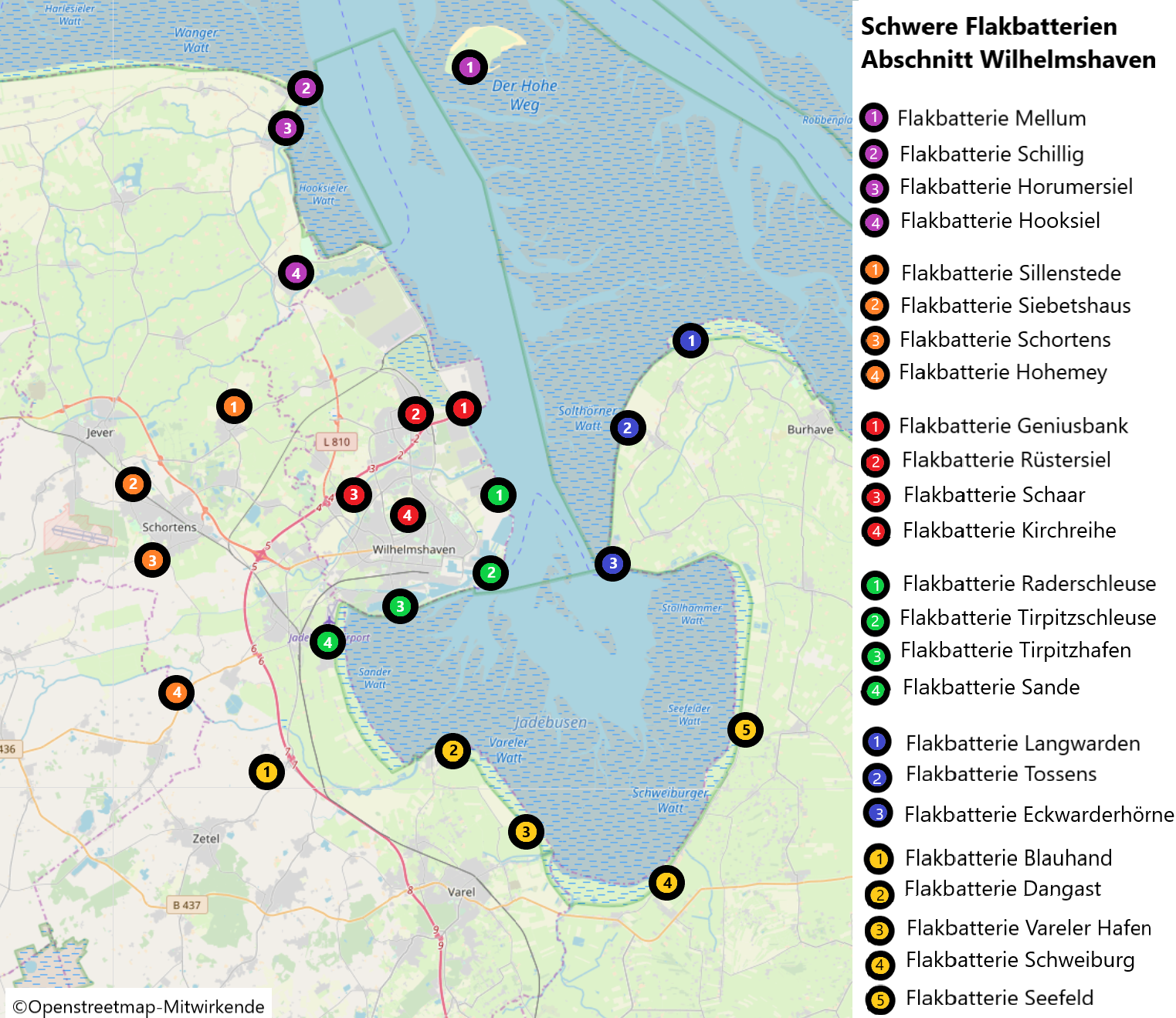
Position der Flakbatterien im Abschnitt Wilhelmshaven

Für die Küstenverteidigung war der Küstenbefehlshaber Deutsche Bucht verantwortlich. Die Batterie gehörte als Teil der II. Marineflakbrigade zum Abschnitt Wilhelmshaven. Die Flakbatterie gehörte zur Marineflakabteilung 212, deren Flakuntergruppenkommando Mitte an der Fortifikationsstraße in Wilhelmshaven lag.

## Geschichte
Die Flakbatterie Schaar wurde im Jahr 1938 zunächst als Feldstellung mit vier 8,8-cm-Flakgeschützen eingerichtet, diese befand sich etwa 500 Meter südlich der späteren Bunkerbatterie. Im Oktober 1940 wurde sie auf zwei 10,5-cm-Flakgeschütze vom Typ SK C/33 in Doppellafette C/31 umgerüstet. Sie war am 9. November 1940 gefechtsbereit. Die hier verwendeten Geschütze stammten vom nicht fertiggestellten Flugzeugträger Graf Zeppelin und wurden eingesetzt, bis die neue Bunkerbatterie vollendet war.

### Bau
Die Bauarbeiten an der Bunkerbatterie begannen im Frühjahr 1941 und waren bis zum Herbst desselben Jahren im Rohbau vollendet. Im Gegensatz zu anderen Bunkerbatterien hatten die Geschützhochbunker der Batterie Schaar eine erste Etage, die als Wohnraum für die Geschützmannschaften diente. Vier 10,5-cm-Geschütze wurden auf den Bunkern installiert, hinzu kam ein Entfernungsmessgerät. Auf dem Maschinen- und dem Unterkunftsbunker wurden 2-cm-Flakwaffen eingerichtet. Ein Wirtschaftsgebäude der Batterie war als Landhaus getarnt und befand sich an der Landstraße von Antonslust. Nach dem Abschluss der Bauarbeiten wurden die beiden 10,5-cm-Doppellafetten abgebaut und zur Flakbatterie Kanalpolder nach Emden verlegt. Dort waren sie am 16. Februar 1942 einsatzbereit.

### Umbau zur Großbatterie
Die Batterie sollte im Jahr 1945 zur Verbesserung der Luftverteidigung von Wilhelmshaven zu einer Großbatterie ausgebaut werden. Drei zusätzliche Geschütze mit vom Typ Flak 40 mit Kaliber 12,8-cm als Doppellafette sollten errichtet werden. Die dafür erforderlichen drei neuen Geschützbettungen hatten im Vergleich zu den 10,5-cm-Bettungen mit 10 Meter Durchmesser einen Durchmesser von 18 Metern. Die Umbauarbeiten liefen bei Tag und bei Nacht. Sie konnten aufgrund der Kapitulation der deutschen Armee nicht mehr fertiggestellt werden.

### Nachkriegszeit
Die Batterie Schaar wurde im Spätsommer 1945 gesprengt. Die Trümmer wurden für den Straßenbau verwendet. Heute sind Reste einer der 12,8-cm-Geschützbettungen noch als überschütteter Hügel sichtbar. Die Position der 10,5-cm-Batterie ist anhand der von den Soldaten gepflanzten Bäume noch zu erkennen. In dem Wirtschaftsgebäude kamen nach dem Krieg zunächst Vertriebene unter, heute ist es in Privatbesitz.